# Балагач-Куль
Балага́ч-Куль (рос. Балагач-Куль, башк. Балағаскүл) — присілок у складі Туймазинського району Башкортостану, Росія. Входить до складу Какрибашевської сільської ради.
Населення — 48 осіб (2010; 33 у 2002).
Національний склад:
- татари — 65 %